# Längsstreifen-Ohrgitterharnischwels
Der Längsstreifen-Ohrgitterharnischwels (Otocinclus vittatus) ist eine Art aus der Gattung der Ohrgitterharnischwelse. Der wissenschaftliche Name vittatus bezieht sich auf den Längsstreifen (lat. vittatus - "mit einer Binde geschmückt").

## Beschreibung
Der Längsstreifen-Ohrgitterharnischwels hat einen langgestreckten spindelförmigen Körperbau. Die Grundfärbung ist grauoliv bis braun mit einem gelblichweißen Bauch. Kennzeichnend ist ein schwarzes Längsband von der Schnauzenspitze bis zur Schwanzwurzel. Er besitzt ein unterständiges Saugmaul.

## Vorkommen
Der 3,5 bis 4,0 cm große Süßwasserzierfisch stammt aus dem nördlichen und mittleren Südamerika, insbesondere den Regionen: Amazonas, Orinoco, Tocantins, Rio Xingu und Paraná in Brasilien und den angrenzenden Gebieten Paraguays. Otocinclus sind sowohl in Schwarzwasserflüssen als auch in Weißwasserflüssen heimisch. Sie bewohnen sowohl Flüsse wie auch schnellfließende Bergbäche.
Seine Nahrung besteht aus Pflanzenteilen, Algen und Totholz sowie den Mikroorganismen, welche sich auf oder in ihnen befinden.

## Aquaristik
Als Algen-/Aufwuchsfresser ist Otocinclus vittatus eine ebenso beliebte wie nützliche Art, die fünf Jahre und älter werden kann.
Er bevorzugt weiches Wasser mit sandigen bis feinkiesigen Bodengrund.
Die Fische sind friedlich und problemlos mit anderen, vorzugsweise südamerikanischen, Aquarienfischen zu vergesellschaften. Dazu gehören im weiteren Sinne auch Salmler und Lebendgebärenden wie Guppy oder Platys. Bei Skalaren, Diskusfischen und Buntbarschen wurde jedoch teilweise beobachtet, dass sich Ohrgitterharnischwelse anheften und deren Schleimhaut annagen.
Wie auch andere Welse (z. B. Corydoras) sind die Tiere Darmatmer. Auch bei guter Wasserqualität ist daher zu beobachten, dass sie mitunter pfeilschnell an die Wasseroberfläche schwimmen und atmosphärischen Sauerstoff aufnehmen. Die Geschlechtsunterschiede sind schwer auszumachen: weibliche Tiere sind etwas größer und fülliger.
Da es sich bei Otocinclus vittatus meist um Wildfänge handelt, wird die Art als empfindlich beschrieben, bei deren unsachgemäßen Transport sich Verluste einstellen können.
Der Besatz von Ohrgitterharnischwelsen wird nur bei bereits eingefahrenen Aquarien empfohlen, die auch einen gewissen Biofilm aufweisen, da die Fische andernfalls verhungern könnten. Grundbedingung ist ein sauberes, sauerstoffhaltiges, durchströmtes und möglichst nitritfreies Wasser bei Temperaturen nicht über 26 °C. Otocinclus vittatus lebt in lockeren Verbänden von Tieren ab fünf Exemplaren. Man findet sie beim Abweiden von Glasscheiben und Wasserpflanzenblättern. Eine dichte Bepflanzung mit entsprechenden Unterschlupfmöglichkeiten wird bevorzugt. In einem dicht bepflanzten Aquarium löst sich der Verband auf und die einzelnen Tiere weiden Mikrofilm an verschiedenen Stellen ab. Algenteppiche werden auf Pflanzen, Wurzeln, Kieseln und Steinen abgeschabt.
Ohrgitterharnischwelse werden häufig in der Dämmerungsphase aktiv. Sie können bei fehlender Vegetation eine gewisse Scheu an den Tag legen. Bei entsprechender Abschattung sind sie auch tagaktiv.
Die Tiere stehen oft auf Wasserpflanzenblättern oder -stengeln und stützen sich dort auf ihren Bauchflossen ab. Diese Verhaltensweise basiert auf einer Anpassung an ein schnellströmendes Gewässer.
Nachzuchten sind in Gefangenschaft kaum möglich.

### Ernährung
Längsstreifen-Ohrgitterharnischwelse ernähren sich vorwiegend vom Aufwuchs auf Pflanzen oder sonstigen Substraten, also von Algen und Mikroorganismen. Holz wird ebenfalls mit der Nahrung aufgenommen. Reine Pflanzenfresser sind sie nicht. Die Tiere sind permanent auf Pflanzen und Wurzeln unterwegs und "raspeln" den dortigen Aufwuchs ab. Gemüse, wie geschälte Gurken- und Zucchinischeiben, Blattspinat und Laub, wie Eichenblätter werden nach Eingewöhnung gern genommen.